# Volkswagen Polo Classic
VW Polo Classic — компактні седани, що вироблялися концерном Volkswagen на основі хетчбеків Polo з 1995 по 2009 роки.
Існують такі покоління VW Polo Classic:
- Volkswagen Polo Classic 1 (1984—1990)
- Volkswagen Polo Classic 2 (1995—2001)
- Volkswagen Polo Classic 3 (з 2003)
- Volkswagen Polo Classic 4 (з 2010)

## Перше покоління

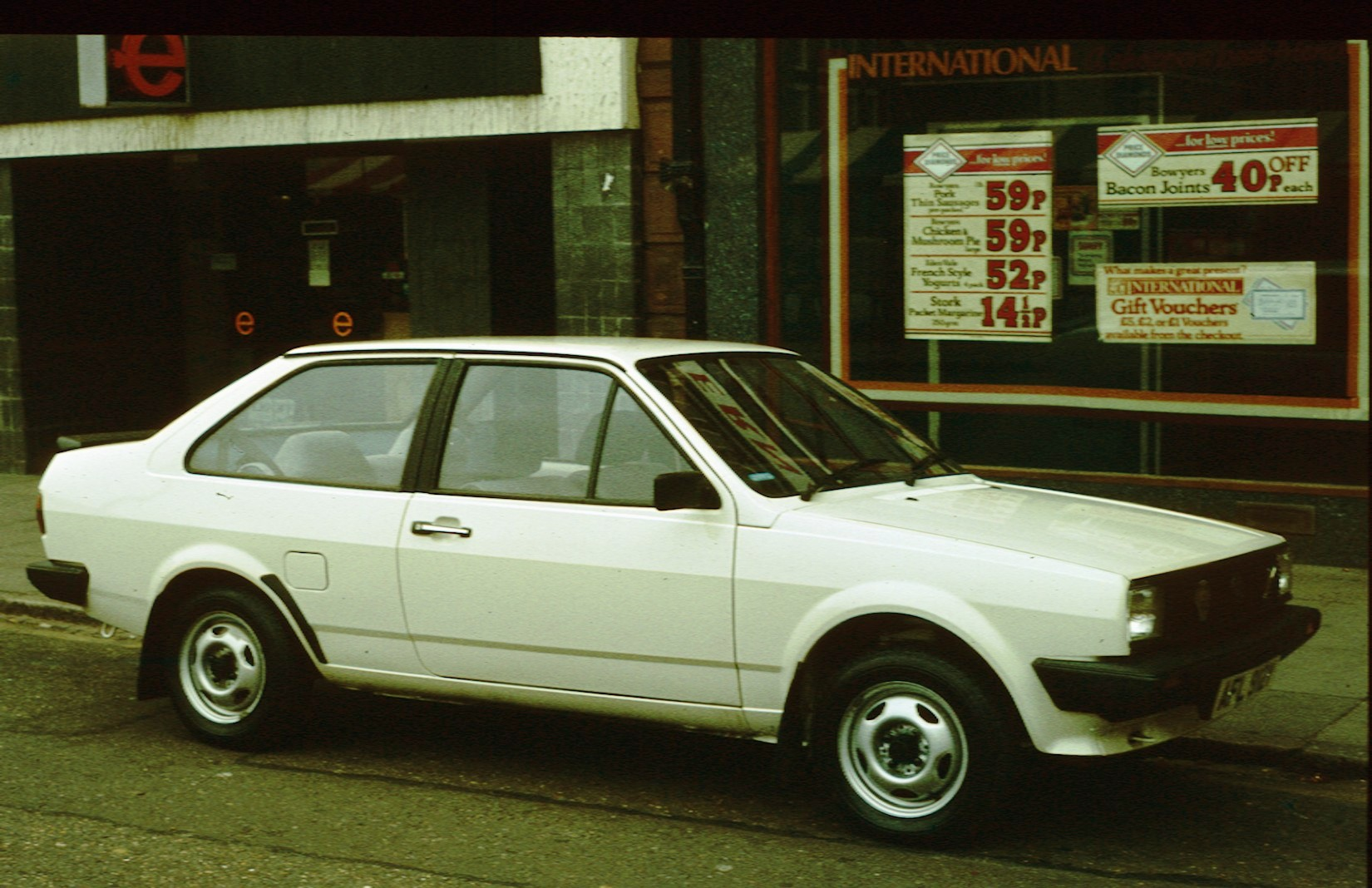
Volkswagen Derby - аналог Polo Classic 1

У 1981 році з'явилося Derby другого покоління, яке через три роки змінило ім'я на Polo Classic, отримавши круглі фари замість прямокутних. Polo Classic першого покоління пропонувався у вигляді дводверного седана.

## Друге покоління (Тип 6KV)

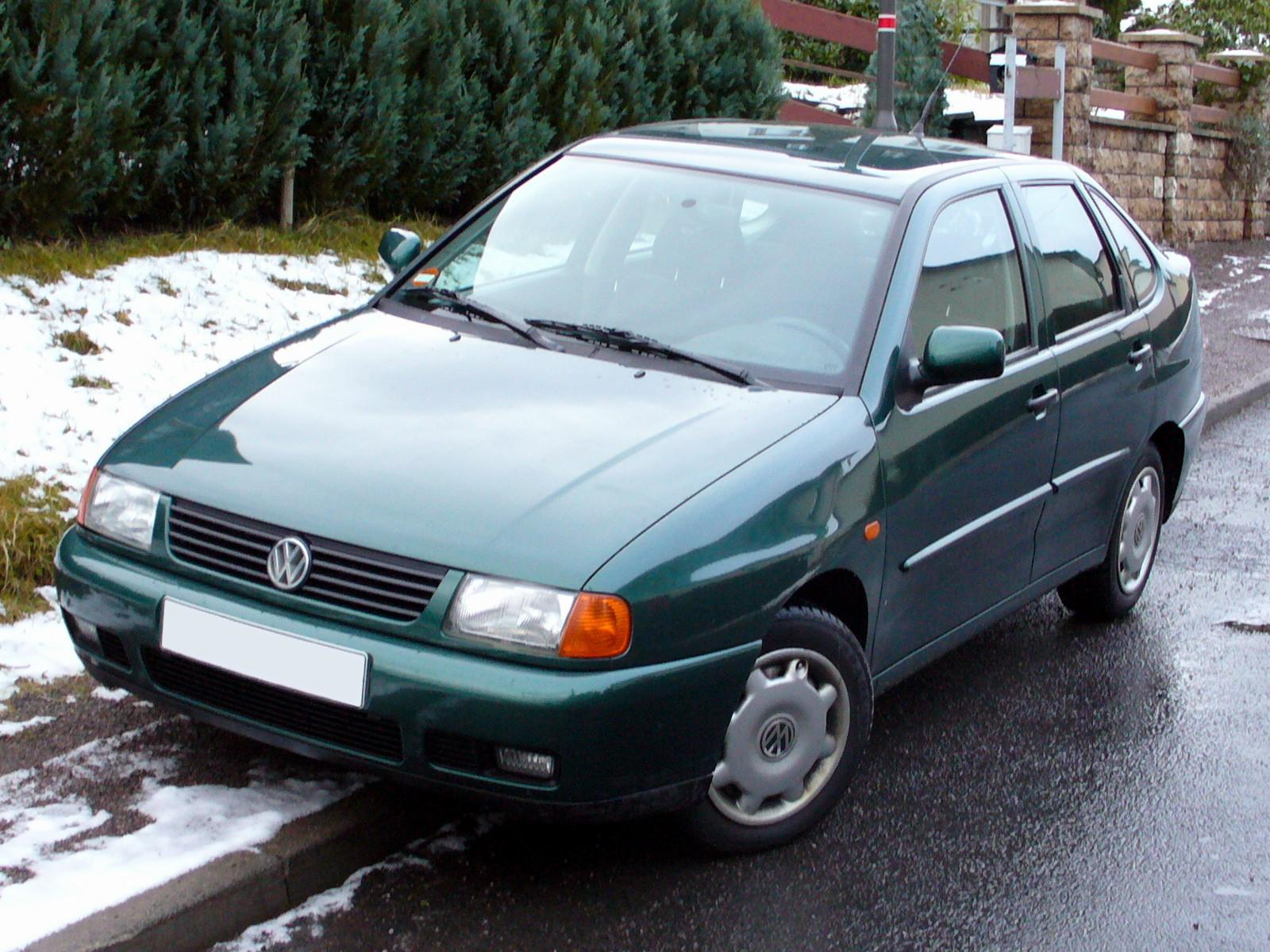
VW Polo Classic 2 (Тип 6KV)

Чотиридверний седан Polo з'явився в 1995 році під назвою Polo Classic. Це був трохи перелицьований седан Seat Cordoba тих років. Він був побудований на основі хетчбека Polo третього покоління, в порівнянні з хетчбеком розтягли на 40 мм (до 2441 мм), довжину автомобіля збільшили на 400 мм (до 4140 мм). Зате у першого седана Polo була обширна гама двигунів: за всю свою історію він оснащався п'ятьма бензиновими агрегатами різного ступеня форсування, об'ємом 1,0-1,6 л і потужністю 45-101 сил, а також з трьома дизелями (1.4, 1.7 і 1.9) в атмосферних і надувних варіантах віддачею 60-110 «коней». Коробок передач було дві - п'ятиступінчаста «механіка» і чотирьохдіапазонний «автомат». Продавався Polo Classic на багатьох ринках: в Центральній і Східній Європі (в тому числі і в Україні), Латинській Америці і Тихоокеанському-Азійському регіоні (під ім'ям Volkswagen Derby). 

## Третє покоління (Тип 9N2/9N4)

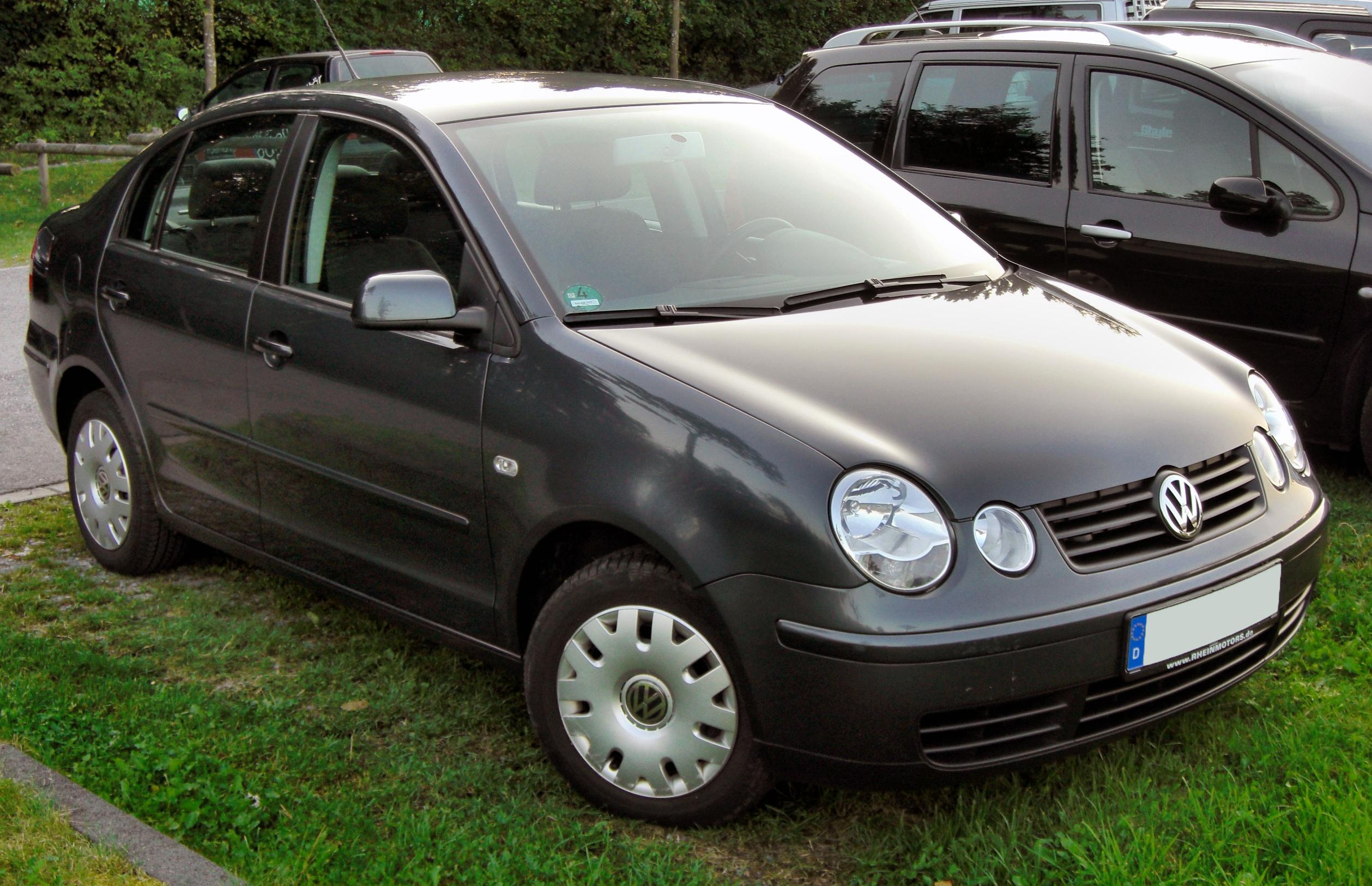
VW Polo Classic 3 (Тип 9N2)

До 2003 року на платформі хетчбека Polo четвертого покоління німці сконструювали і третій седан Polo Classic. У порівнянні з хетчбеком його довжина була збільшена на 280 мм (до 4198 мм), а колісна база - всього на п'ять міліметрів (у сумі 2465 мм). Багажне відділення об'ємом 461 л (на 211 л більше, ніж у хетчбека). Двигунів поменшало, але їх як і раніше було багато - чотири бензинових (1.2, 1.4, 1.6 і 2.0) і два дизельних (1.4 і 1.9). Працювали силові агрегати разом з ручними й автоматичними коробками передач. А ось географія продажів розширилася, через що випускати седани стали не тільки в Іспанії, але і в Китаї, Бразилії і ПАР.
У 2005 році модель модернізували, змінивши передню і задню оптику, бампери і ряд двигунів.

## Четверте покоління

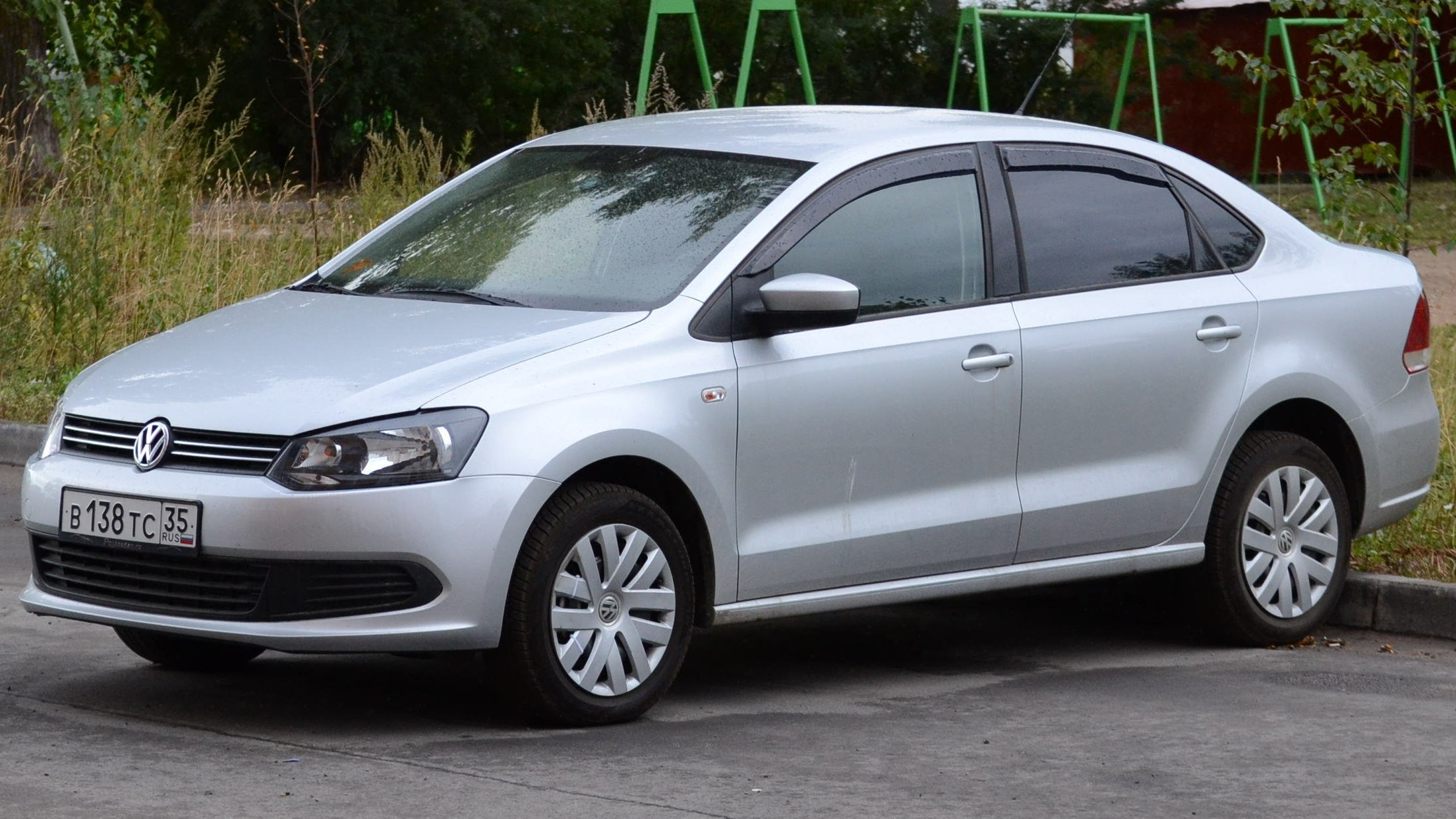
Volkswagen Polo sedan

У 2010 році почалося виробництво четвертого покоління Polo Classic, під таким ім'ям автомобіль продається в Бразилії, Китаї і ПАР, в Індії ця ж модель продається під ім'ям Volkswagen Vento, в інших країнах - Volkswagen Polo sedan.

## Галерея

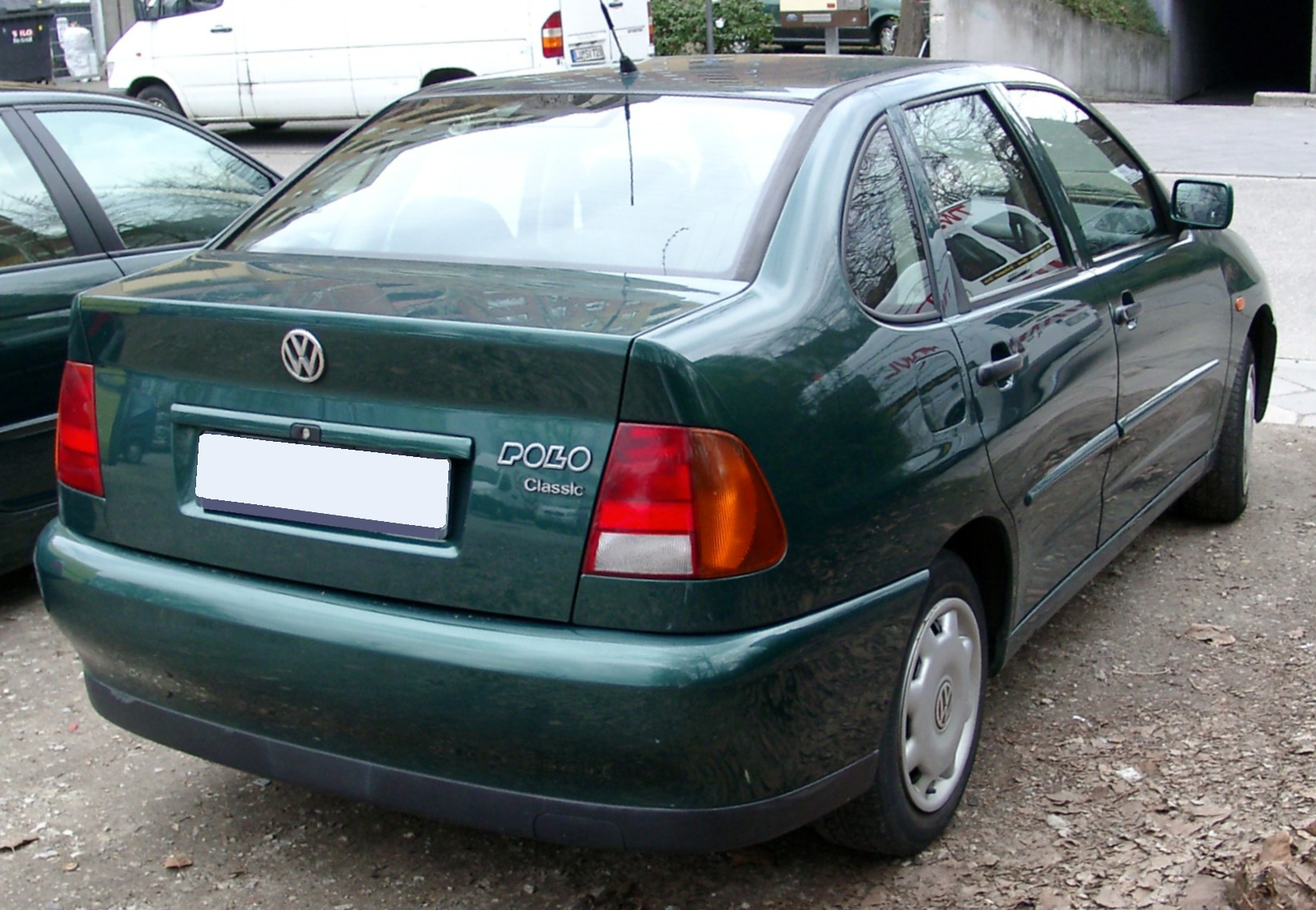
VW Polo Classic 3 (Тип 6KV)
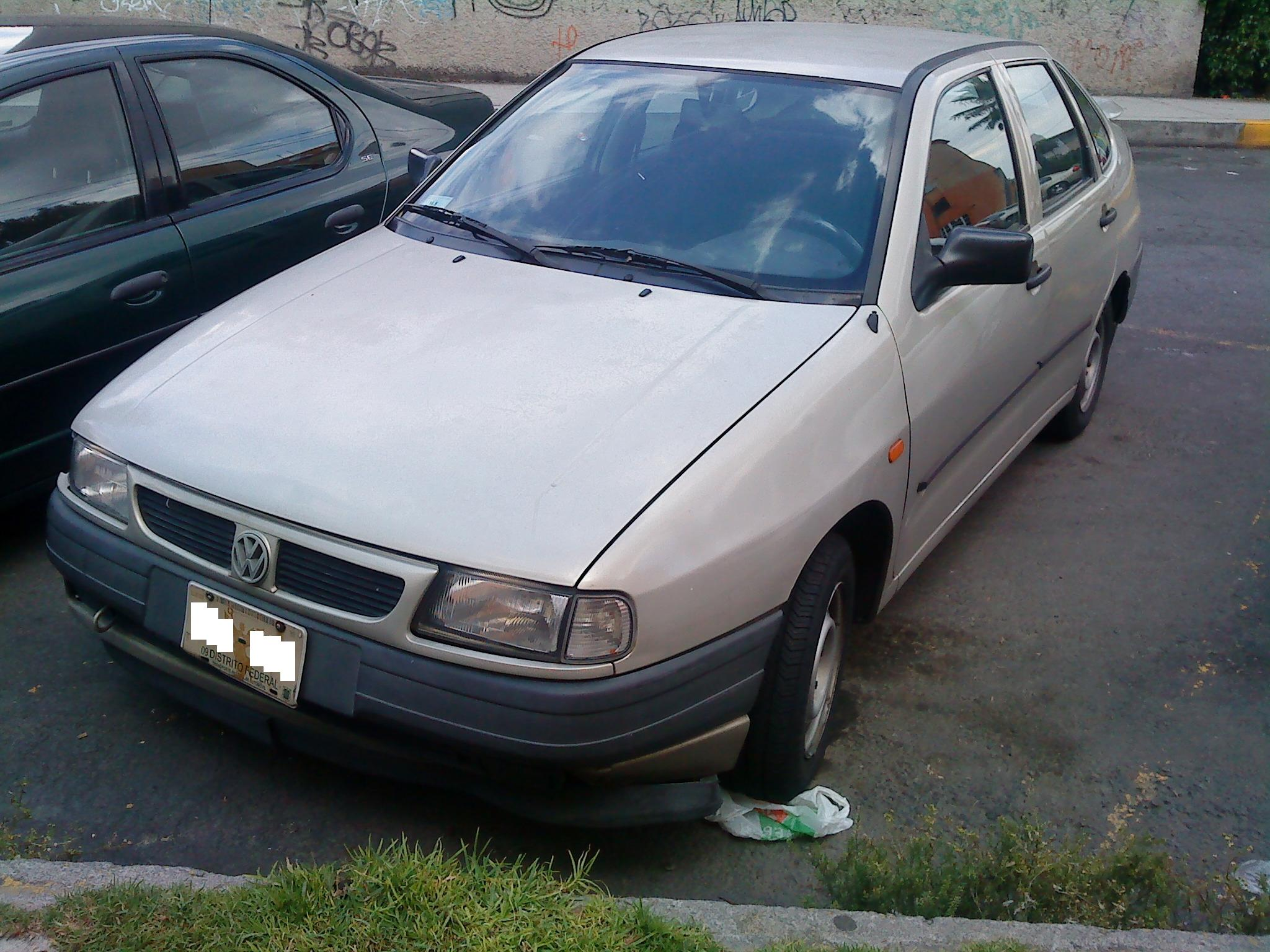
VW Polo Derby (Тип 6KV)
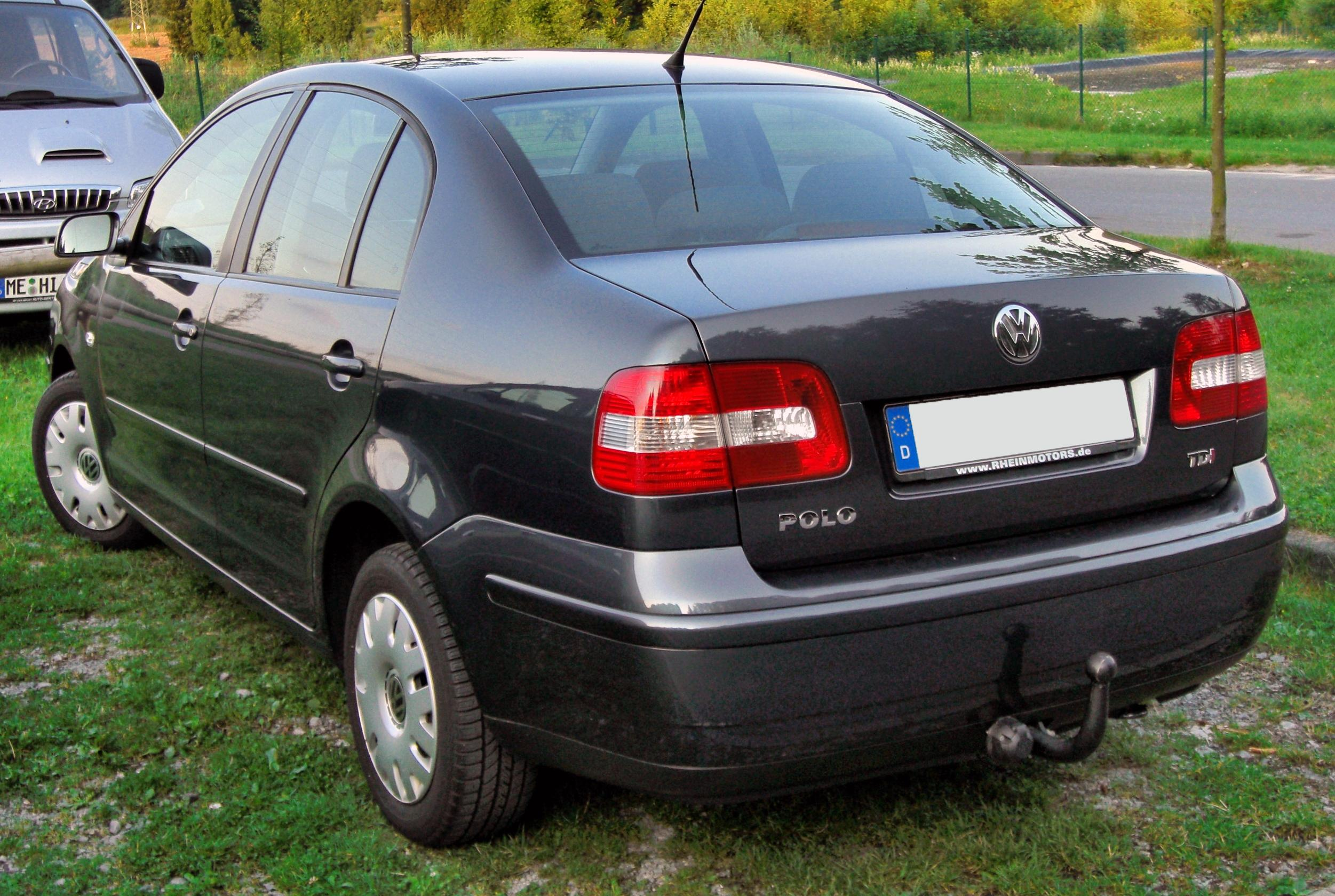
VW Polo Classic 4 (Тип 9N2) (2003-2005)
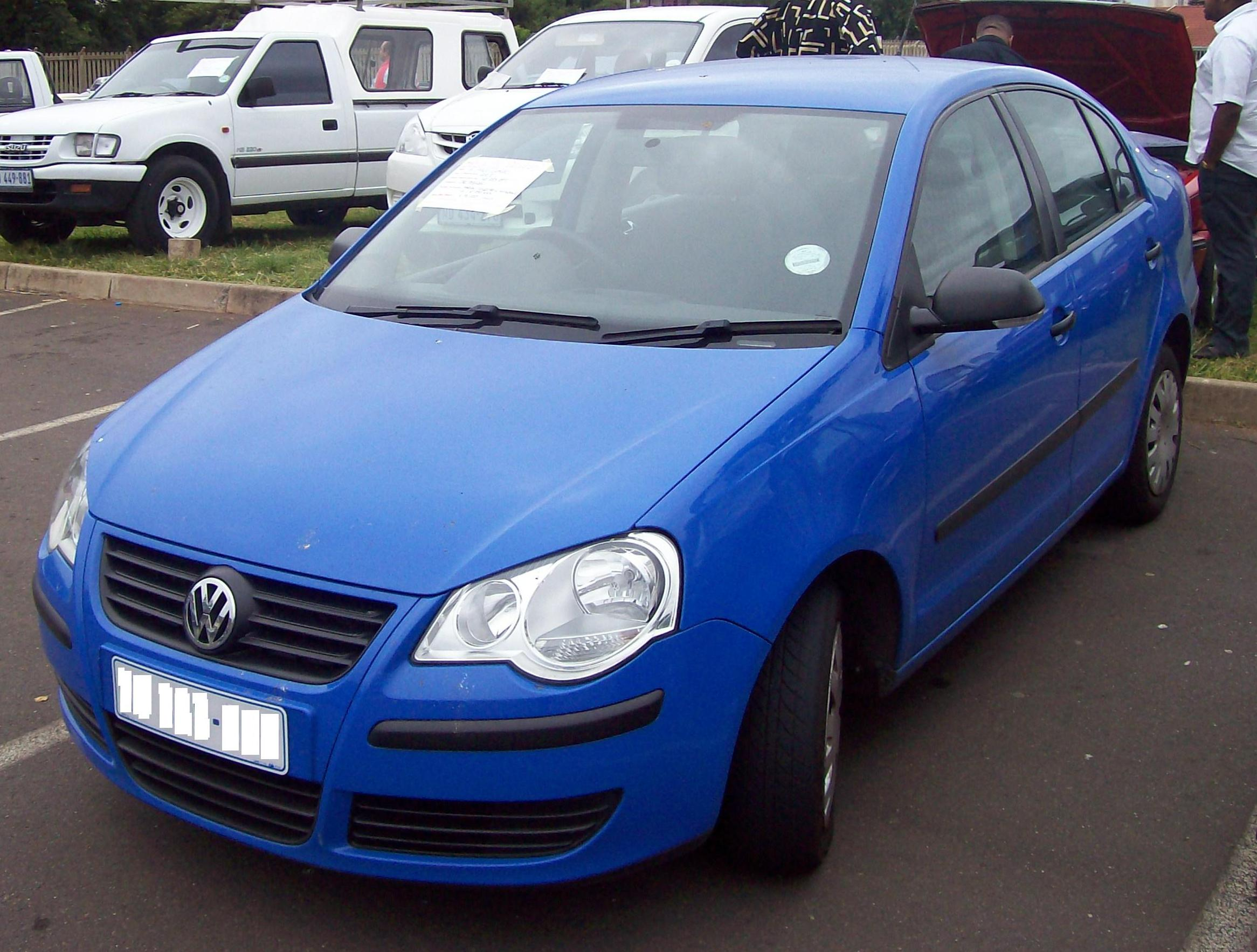
VW Polo Classic 4 (Тип 9N4) після фейсліфту (2005- )
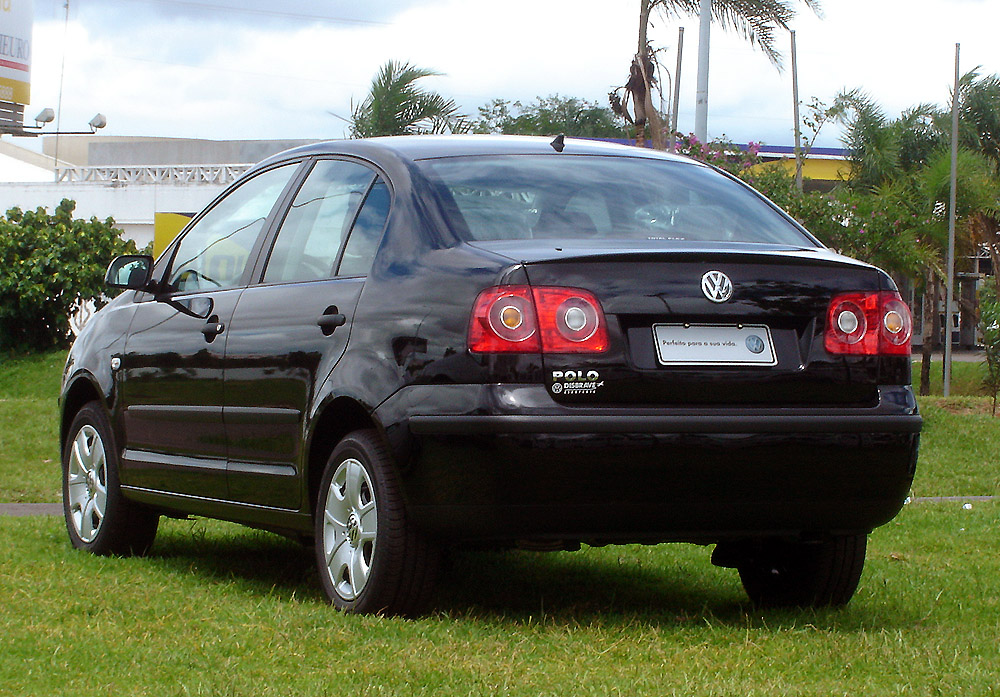
VW Polo Classic 4 (Тип 9N4) після фейсліфту (2005- )

## Зноски
1. 1 2  Компания VW рассекретила долгожданный бюджетный седан [Архівовано 15 червня 2010 у Wayback Machine.] 02-06-2010